# Cheilanthes tibetica
Cheilanthes tibetica är en kantbräkenväxtart som beskrevs av Fraser-jenk. och Wangdi. Cheilanthes tibetica ingår i släktet Cheilanthes och familjen Pteridaceae. Inga underarter finns listade.